# Association francophone des spécialistes de l'investigation numérique
Pour les articles homonymes, voir Afsin.
L'association francophones des spécialistes de l'investigation numérique (AFSIN) est une association loi de 1901 fondée en octobre 2006 par des magistrats, des enquêteurs et des experts judiciaires pour favoriser les échanges en langue française sur les sujets relatifs à l'investigation numérique.
La première de ses actions est d'organiser les Journées francophones de l'investigation numérique (JFIN), conférence de trois jours réservée aux membres de l'association et à leurs invités.

## Objet
L'objet de l'association, tel qu'indiqué par ses statuts est le suivant :

« Cette association internationale a pour objet de développer une réflexion permanente en langue française sur l’investigation numérique, d’une part en tous domaines et en toutes circonstances et d’autre part sous tous ses aspects scientifiques, techniques, philosophiques, déontologiques, méthodologiques, économiques, juridiques, évolutifs et comparatifs avec les autres pays, etc.
L’AFSIN : Association francophone des spécialistes de l’investigation numérique a pour vocation d'établir un dialogue constant entre les différents participants, techniciens, juristes, à l'opération d’investigation numérique.
En revanche, elle n’a pas pour but de pratiquer des investigations et de se substituer aux activités de ses membres. »

— AFSIN, http://www.afsin.org/wp/statuts/

## Historique
- du 12 au 14 octobre 2011, 5es JFIN, journées francophones de l'investigation numérique, dans les locaux de l'École nationale de police du Québec à Nicolet, en liaison avec le colloque FRANCOPOL sur la cybercriminalité.
- du 28 au 30 septembre 2010, 4es JFIN, journées francophones de l'investigation numérique, dans les locaux de l'Université de technologie de Troyes (UTT) à Troyes (Aube), France.
- 1er au 3 septembre 2009, 3es JFIN, journées francophones de l'investigation numérique, dans les locaux de l'École de l'Arc, Institut de lutte contre la criminalité économique à Neuchâtel, Suisse
- 3 au 5 septembre 2008, 2es JFIN, journées francophones de l'investigation numérique, à l'ESSTIN, Vandœuvre-lès-Nancy (Meurthe-et-Moselle), France
- 19 au 21 septembre 2007, 1res JFIN, journées francophones de l'investigation numérique, à l'ESSTIN, Vandœuvre-lès-Nancy (Meurthe-et-Moselle), France
- 18 octobre 2007, assemblée constitutive de l'association.